# Provincia de Eskişehir
Eskişehir (la traducción literal del turco sería «la vieja ciudad») es una de las 81 provincias en que está dividida Turquía, La capital provincial es Eskişehir. Administrada por un gobernador designado por el Gobierno central. Tiene como capital provincial la ciudad homónima.

## Distritos

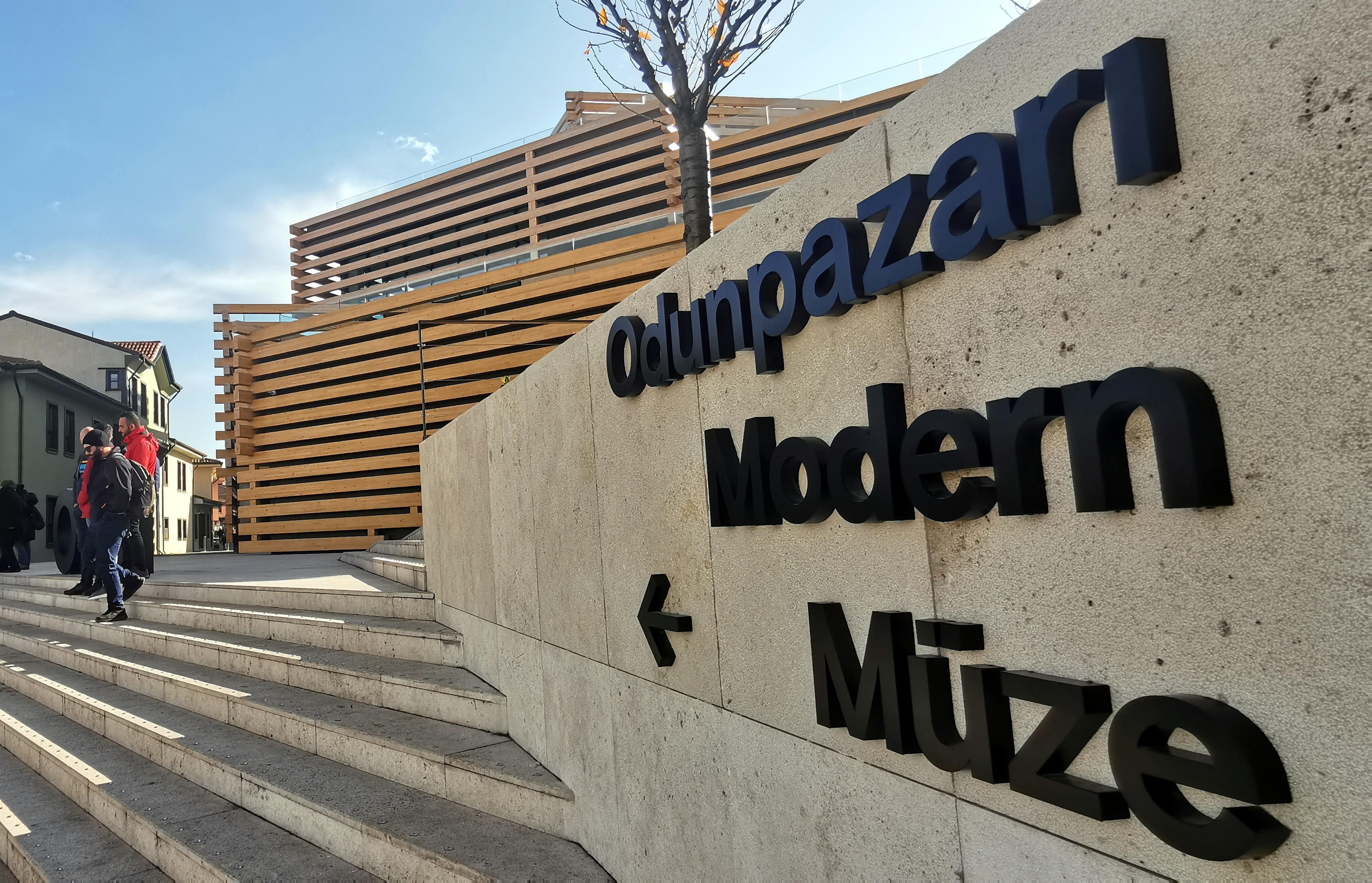
Eskişehir is the capital of the province.

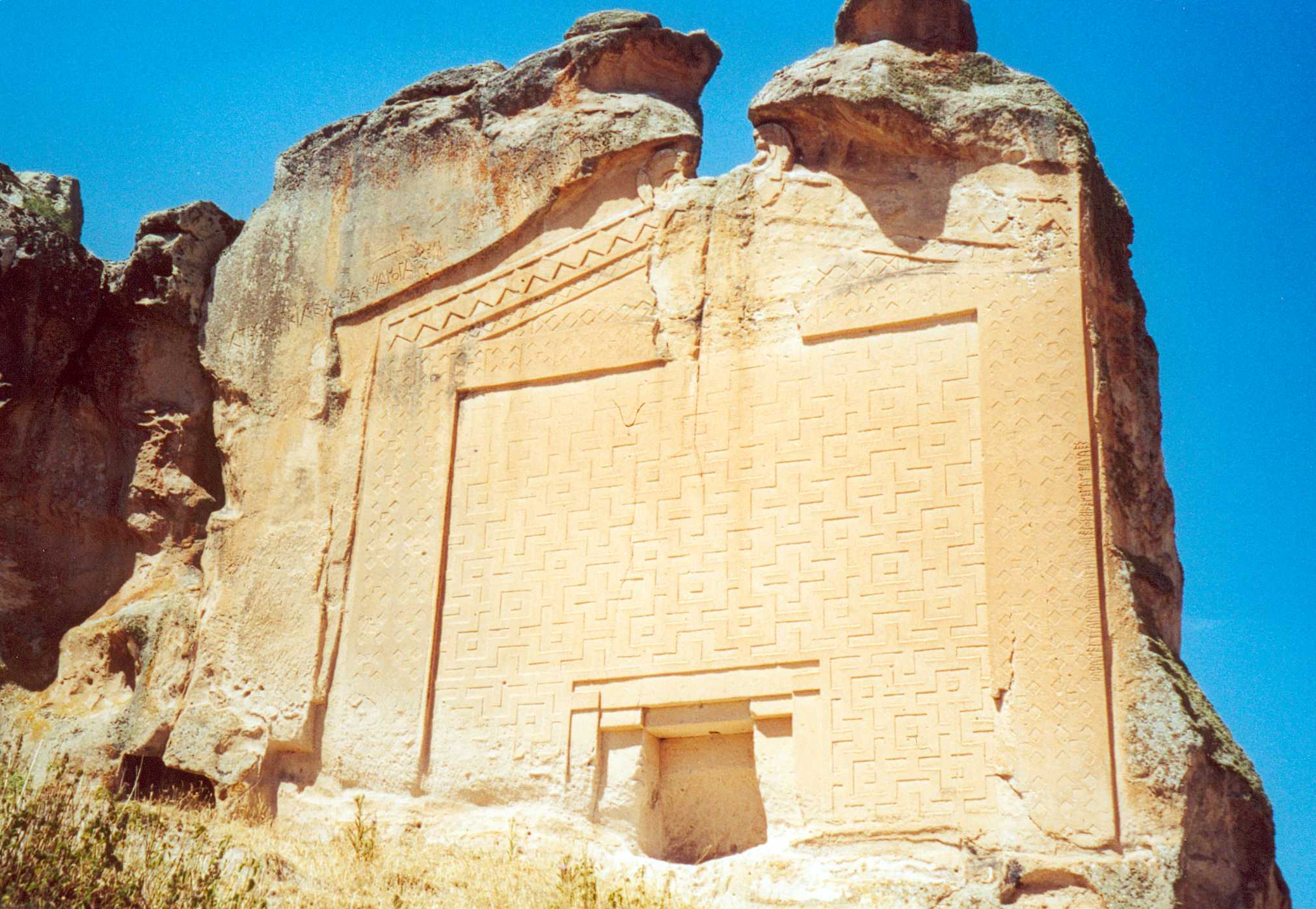
Midas Tomb in Yazılıkaya, Eskişehir

La provincia de Eskişehir se divide en 14 distritos, dos de los cuales están incluidos en el gran municipio de Eskişehir (que se muestra en negrita).
Eskişehir
- Odunpazarı
- Tepebaşı
- Alpu
- Beylikova
- Çifteler
- Günyüzü
- Han
- İnönü
- Mahmudiye
- Mihalgazi
- Mihalıççık
- Sarıcakaya
- Seyitgazi
- Sivrihisar

## Geografía
Ubicación
Situada en la península de Anatolia en el noroeste de Turquía, sus provincias adyacentes son Bilecik al noroeste, Kutahya al oeste, Afyon al sudoeste, Konya al sur, Ankara al este, y Bolu al norte.
| Noroeste: Provincia de Bilecik | Norte: Provincia de Bolu         | Noreste: Provincia de Ankara |
| Oeste: Provincia de Kütahya    |                                  | Este: Provincia de Ankara    |
| Suroeste: Provincia de Kütahya | Sur: Provincia de Afyonkarahisar | Sureste: Provincia de Konya  |

## División administrativa
Está dividida en los siguientes distritos (ilçeler): Alpu, Beylikova, Çifteler, Günyüzü, Han, İnönü, Mahmudiye, Mihalgazi, Mihalıççık, Seyitgazi y Sivrihisar.